# Barnsley Football Club 2020-2021
Questa voce raccoglie le informazioni riguardanti il Barnsley Football Club nelle competizioni ufficiali della stagione 2020-2021.

## Maglie e sponsor
| Casa | Trasferta | Terza divisa |

Sponsor ufficiale: The Investment Room
Fornitore tecnico: Puma

## Rosa
| N. |                        | Ruolo | Calciatore         |
| -- | ---------------------- | ----- | ------------------ |
| 1  | Inghilterra (bandiera) | P     | Jack Walton        |
| 2  | Inghilterra (bandiera) | D     | Jordan Williams    |
| 3  | Galles (bandiera)      | D     | Ben Williams       |
| 4  | Inghilterra (bandiera) | C     | Callum Styles      |
| 5  | Inghilterra (bandiera) | D     | Liam Kitching      |
| 6  | Danimarca (bandiera)   | D     | Mads Juel Andersen |
| 7  | Inghilterra (bandiera) | D     | Callum Brittain    |
| 8  | Inghilterra (bandiera) | C     | Herbie Kane        |
| 9  | Inghilterra (bandiera) | A     | Cauley Woodrow     |
| 10 | Stati Uniti (bandiera) | A     | Daryl Dike         |
| 11 | Belgio (bandiera)      | A     | Obbi Oularé        |
| 12 | Inghilterra (bandiera) | A     | Conor Chaplin      |

| N. |                        | Ruolo | Calciatore             |
| -- | ---------------------- | ----- | ---------------------- |
| 14 | Inghilterra (bandiera) | A     | Carlton Morris         |
| 20 | Inghilterra (bandiera) | D     | Toby Sibbick           |
| 21 | Inghilterra (bandiera) | C     | Romal Palmer           |
| 22 | Kenya (bandiera)       | D     | Clarke Oduor           |
| 24 | Finlandia (bandiera)   | D     | Aapo Halme             |
| 25 | Inghilterra (bandiera) | A     | George Miller          |
| 27 | Inghilterra (bandiera) | C     | Alex Mowatt (capitano) |
| 28 | Austria (bandiera)     | C     | Dominik Frieser        |
| 29 | Nigeria (bandiera)     | A     | Victor Adeboyejo       |
| 30 | Polonia (bandiera)     | D     | Michał Helik           |
| 40 | Inghilterra (bandiera) | P     | Bradley Collins        |
|    | Inghilterra (bandiera) | C     | Matty Wolfe            |